# Barbie jako Roszpunka
Barbie jako Roszpunka (ang. Barbie as Rapunzel, 2002) – amerykańska bajka dla dzieci z najsłynniejszą lalką świata – Barbie. Barbie wciela się w postać Roszpunki i opowiada jej przygody.
Bajka opowiada historię Roszpunki (w postać wciela się Barbie), której akcja toczy się w czasach smoków i magii. Roszpunka jest więziona przez złą Gothel, która wmówiła Roszpunce, że zostawili ją rodzice zaraz po urodzeniu. I tak wszystko się zaczyna. Roszpunka pewnego dnia będąc w kuchni razem ze swoimi przyjaciółmi: smokiem - Penelopą i królikiem - Hobbie odkrywa tunel do miasteczka. W miasteczku ratuje dziewczynkę i tak poznaje jej brata Stefana, w którym od razu się zakochuje. Jednak, gdy Gothel dowiaduje się o tym postanawia ją ukarać zamykając ją w wieży. Ale Roszpunka odkryła magię zaklętą w szczotce, którą dostała od rodziców, gdy zasypia szczotka zamienia się w pędzel. Następnego dnia Roszpunka chcąc malować odkrywa, że pędzel przenosi w to miejsce, o którym się myśli. I tak Roszpunka z przyjaciółmi i ukochanym Stefanem pokonuje Gothel i odnajduje swoich rodziców, a także łączy dwa zwaśnione królestwa w jedno.

## Obsada
- Kelly Sheridan – Barbie / Roszpunka
- Anjelica Huston – Gothel
- Cree Summer – Penelopa
- Robin Atkin Downes – Książę Stefan
- Mark Hildreth – Stefan
- David Kaye – Hugo / Generał

## Wersja polska
- Wersja polska: STUDIO EUROCOM
- Reżyseria: Dobrosława Bałazy
- Tłumaczenie i dialogi: Katarzyna Krzysztopik
- Dźwięk i montaż: Jacek Kacperek
- Kierownictwo produkcji: Marzena Wiśniewska

Wystąpili:
- Beata Wyrąbkiewicz –
  - Barbie,
  - Roszpunka
- Zuzia Galia –
  - Kelly,
  - Katrina
- Agnieszka Kunikowska – Penelopa
- Andrzej Gawroński –
  - Hobbie,
  - Strażnik #2
- Anna Apostolakis – Gothel
- Jarosław Boberek –
  - Otto,
  - Strażnik #1
- Jacek Kopczyński – Stefan
- Dariusz Odija –
  - Hugo,
  - Złotnik
- Włodzimierz Bednarski –
  - Król Fryderyk,
  - Gruby
- Marek Obertyn –
  - Król Wilhelm,
  - Piekarz
- Ryszard Olesiński –
  - Chudy,
  - Strażnik #3
- Ola Matusiak – Melody
- Asia Kacperek – Lorena
- Jonasz Tołopiło – Tommy

Wykonanie piosenki: Beata Wyrąbkiewicz